# Faza falliczna
Ten artykuł opisuje teorie, metody lub czynności niezgodne ze współczesną wiedzą medyczną.
Faza falliczna – termin z klasycznej freudowskiej psychoanalizy  - faza rozwoju psychoseksualnego człowieka od około 4 do 5 roku życia, następująca po fazie analnej.

## Charakterystyka
Według koncepcji Sigmunda Freuda źródłem energii (przyjemności i nieprzyjemności), przez okres kolejnych 2–3 lat są organy płciowe (fallus, vagina). Istotną rolę w rozwoju odgrywają wartości reprezentowane przez matkę (superego). Za aktywności o charakterze seksualnym np. masturbację dziecko jest nagradzane lub karane – nagroda potęguje wrażenie, że seks jest ważniejszy niż inne aktywności, kara wywołuje poczucie winy i wrażenie niegodziwości. Równowaga pomiędzy nagrodą a karą umieszcza seks we właściwej perspektywie.
W fazie fallicznej pojawia się: 
- kompleks Edypa – chłopiec pragnie poślubić matkę, a dziewczynka ojca; kateksja (rodzic przeciwnej płci) lub antykateksja (rodzic tej samej płci)[1]. Odrzucenie przez dziecko mechanizmu zaprzeczenia, skutkuje pełnym rozwojem psychoseksualnym[1].
- kompleks kastracji – chłopiec ma obawy, że zostanie wykastrowany przez ojca za pożądanie matki, a dziewczynka odczuwa wściekłość na matkę bo czuje się wykastrowana (rozwój kateksji na penisa ojca)[1].

## Osobowość falliczna
Typ osobowości fallicznej w życiu dorosłym charakteryzuje m.in.:
- ekshibicjonizm,
- uzależnienie od pornografii,
- ambicja i duma,
- agresywność i nadmierna męskość,
- ukrywanie własnych fantazji seksualnych w obawie przed karą,
- zamiłowanie do pędu i współzawodnictwa,
- przewrażliwienie na tle seksualnym, mogące prowadzić do przygnębienia i depresji.